# Pișceanka, Pișceanka
Pișceanka (în ucraineană Піщанка) este așezarea de tip urban de reședință a raionului Pișceanka din regiunea Vinnița, Ucraina. În afara localității principale, nu cuprinde și alte sate.

## Demografie
Componența lingvistică a așezării de tip urban Pișceanka
     Ucraineană (98,18%)
     Alte limbi (1,73%)
Conform recensământului din 2001, majoritatea populației așezării de tip urban Pișceanka era vorbitoare de ucraineană (98,18%), existând în minoritate și vorbitori de alte limbi.